# Shark Island (gruppo musicale)
Gli Shark Island sono un gruppo musicale hair metal nato nel 1984 a Los Angeles, California.
La band non ottenne mai un rilevante successo commerciale, ma fu fonte di ispirazione per molti gruppi hair metal di L.A.; sembra infatti che band come Ratt, Mötley Crüe, Guns N' Roses e Lizzy Borden siano stati loro fan. Venne poi reso noto come Axl Rose, cantante dei Guns N' Roses, si ispirò alle tipiche movenze adottate in origine da Richard Black durante le esibizioni live. Negli anni 80, dopo aver pubblicato il cd autofinanziato S'cool Buss nel 1986, riuscirono a trovare un accordo con la Epic Records con cui pubblicarono Law of the Order nel 1989, che vedeva la partecipazione di noti personaggi della scena. L'etichetta non insistette nella sponsorizzazione del disco, e nonostante gli apprezzamenti da parte dei fan, la band declinò nel 1991. Si riformano nel 2005, pubblicando il terzo album Gathering of the Faithful l'anno dopo.

## Storia

### Le origini
La prima incarnazione della band nacque nel 1979 a Los Angeles con il nome di "The Sharks", e composti da Richard Czerny (in futuro conosciuto con lo pseudonimo di Richard Black) alla voce, Spencer Sercombe alla chitarra, Jim Volpicelli al basso e David Bishop alla batteria.
La band pubblicò il debut Altar Ego nel 1982 prodotto da Jerry Coleman. All'epoca Black si presentava come Race Revol.

### La nascita
A causa di questioni di omonimia, i The Sharks cambiarono nome in Shark Island nel 1984 con l'aggiunta nel nuovo bassista Tom Rucci ed il batterista Walt Woodward III. Quest'ultimo aveva suonato qualche anno prima ad un'audizione per entrare nei Twisted Sister, all'epoca impegnati alla ricerca di un nuovo batterista. Walt ottenne l'incarico, ma abbandonò dopo tre giorni, raggiungendo in seguito gli Americade, che abbandonò dopo il loro scioglimento nel 1982. Inoltre prima di entrare negli Americade, Woodward III militava in una band di New York chiamata Rachel, band in cui esordì il cantante dei Riot Rhett Forrester.
Gli Shark Island, con una formazione ormai consolidata, registrarono una demo contenente i brani "Excess Marks The Spot", "Dangerous", "Read My Lips", "Sex Drive" e "Grapevine". Grazie alle frequenti esibizioni dal vivo attorno a L.A., il quartetto ottenne la reputazione di ottima live band. Nel 1986 venne realizzato indipendentemente il primo album S'cool Buss con cui guadagnarono un buon successo all'interno della scena underground. 'S'cool Bus' era composto da materiale demo. Alcune di queste tracce vennero prodotte da personaggi noti come Rick Derringer (per il brano Deja-Vu) o il tastierista dei Berlin David Diamond (per il brano Read My Lips). Vennero notati dalla A&M Records ed arruolarono il secondo chitarrista Michael Guy, che per un breve periodo era stato membro degli Hurricane.
La A&M però decise di voler sotto contratto solo Black ma non il resto della band.
Black, presosi una pausa collaborò con gli Skid Row e assieme al loro chitarrista Dave Sabo, scrisse il brano Somebody Falling mentre la A&M realizzò una collaborazione tra Black e Jack Ponti (collaboratore dei Bon Jovi). Black divenne addirittura un possibile candidato per entrare negli Skid Row come cantante, prima che venisse scelto Sebastian Bach.
Black venne obbligato a trovare nuovi musicisti, anche se egli sostenne che la A&M aveva firmato con gli Shark Island per un contratto per una demo e non accettò un contratto come solista poiché la perdita di membri era una conseguenza naturale che tutte le band dovevano affrontare.
La formazione degli Shark Island infine venne composta da Black, il chitarrista Spencer Sercombe, il bassista Matt Bissonette ed il batterista Greg Ellis. Poco dopo, due tracce appena registrate vennero incluse nella colonna sonora del film Bill and Ted's Excellent Adventure, a cui parteciparono tra i vari artisti, anche gli Extreme e Tora Tora. Dopo il cambio di formazione, gli ex componenti Rucci e Guy raggiungeranno i Fire. Guy successivamente suonerà negli House of Lords mentre Walt Woodward III, lasciata la band raggiunse prima i Sweet Savage, e poi i The Scream, band nata dalle ceneri dei Racer X.
Bisonette abbandonerà il progetto, e più tardi raggiungerà la band di David Lee Roth e di Joe Satriani, mentre gli Shark Island arruolarono l'ex bassista dell'ex Gillan Bernie Torme Chris Heilmann.
Non soddisfatti del rapporto con la A&M, la band sciolse il contratto e firmò per la Epic Records.
Finalmente nel 1989 venne pubblicato il primo album in studio per una major, sarà intitolato Law of the Order e venne prodotto da Randy Nicklaus. Questo conteneva le tracce Paris Calling e Bad for Each Other, The Chain (cover dei Fleetwood Mac), "Somebody Falling" (traccia scritta da Black e Dave Sabo degli Skid Row) e altre tre tracce co-scritte da Jack Ponti. Dall'album venne estratto il videoclip di "Paris Calling ". Nonostante il disco godesse di una buona produzione, non verrà abbastanza sponsorizzato dall'etichetta. Pubblicheranno anche il mini-live album Bastille Day - Alive at The Whiskey nello stesso anno per la Epic. A causa del mancato successo, d'improvviso la band venne abbandonata dal manager a dalla casa discografica. Senza un nuovo contratto e il relativo supporto finanziario, il progetto declinò nel 1991.

### Dopo il declino
Black e Sercombe prenderanno parte alla superband Contraband, alla quale presero parte anche il chitarrista degli M.S.G. Michael Schenker, il chitarrista degli L.A. Guns Tracii Guns, la bassista delle Vixen Share Pedersen ed il batterista dei Ratt Bobby Blotzer. Il supergruppo pubblicò il cd omonimo Contraband nel 1991, e dopo aver partecipato alla colonna sonora del film If Looks Could Kill, con il brano "Loud Guitars, Fast Cars And Wild, Wild Women" e qualche data, la band si sciolse.
La traccia degli Shark Island "My City" venne inserita inoltre nella colonna sonora del film Point Break - Punto di rottura, con Patrick Swayze e Keanu Reeves. Nella colonna sonora parteciparono anche altri noti gruppi della scena come L.A. Guns, Ratt, Public Image Ltd. e molti altri. Dopo il fallimento dei Contraband, Black e Sercombe tentarono di riformare gli Shark Island registrando alcuni nuovi brani nel 1992. Queste tracce però non vennero realizzate ed il progetto venne abbandonato.
Il primo bassista Tom Rucci partecipò ad un nuovo progetto chiamato Tomcats, fondato dei due ex membri degli Icon Dan Wexler e Pat Dixon, in collaborazione con il cantante Tommy Dean ed il chitarrista David Michael Phillips (ex Keel, King Kobra).
Greg Ellis raggiunse la band Jerusalem Slim di Michael Monroe (Hanoi Rocks). Heilmann suonò con il cantante dei Quireboys Spike nella band Spike's Soul Thing.
Sercombe fallì un'audizione per Ozzy Osbourne e raggiunse per un periodo la band Riverdogs con il chitarrista Vivian Campbell dei Def Leppard. Dal 1997 egli fu membro del progetto solista di Bill Ward, ex batterista dei Black Sabbath. Richard Black più tardi farà parte di una band di breve vita fondata da Jake E. Lee, chiamata Bourgeois Pigs.
Più tardi invece formerà il progetto Richard Black Project, che includeva il chitarrista dei Samson Paul Samson.

### Reunion
Nel 2004 venne ristampato il secondo Law of the Order con l'aggiunta della performance live contenuta nell'album Alive at the Whiskey dello stesso 1989.
La band riemerse nel 2005 formata dai vecchi membri Richard Black, Spencer Sercombe, e Chris Heilmann accompagnati dal nuovo batterista Glen Sobel, già membro degli Impellitteri, Beautiful Creatures, Crusade, Tamplin e Bang Tango. La band cominciò subito a lavorare per il nuovo disco, e finalmente il terzo album della band Gathering of the Faithful venne pubblicato il 4 luglio 2006 per l'etichetta italiana Frontiers Records, dopo 17 anni di distanza dal precedente. Il disco conteneva anche alcune tracce accantonate in passato, che erano state registrate nel 1992. Sobel intraprenderà una carriera parallela anche con i riformati Alcatrazz di Graham Bonnet.

## Lineup

### Attuale
- Richard Black (Richard Czerny) - Voce (1984-91, 2005-oggi)
- Spencer Sercombe - Chitarra, Voce
- Chris Heilmann - Basso
- Glen Sobel - Batteria

### Ex Membri
- Tom Rucci - Basso
- Greg Ellis - Batteria
- Michael Guy - Chitarra
- Walt Woodward III - Batteria
- Matt Bissonette - Basso

## Discografia

### Album in studio
- 1986 - S'cool Buss
- 1989 - Law of the Order
- 2006 - Gathering of the Faithful

### Live
- 1989 - Bastille Day - Alive at The Whiskey

### Raccolte
- 2004 - Law of the Order/Alive at the Whiskey

### Apparizioni
- 1989 - Bill & Ted's Excellent Adventure Soundtrack
- 1991 - Point break - Punto di rottura Soundtrack